# Sandgerðisbær
Sandgerðisbær is een voormalige IJslandse gemeente aan de westkust van het schiereiland Reykjanesskagi in de regio Suðurnes. De grootste plaats en tevens hoofdplaats was Sandgerði. In 2018 fuseerde de gemeente met Garður tot de nieuwe gemeente Suðurnesjabær.
Reykjanesbær · Grindavíkurbær · Sandgerðisbær · Sveitarfélagið Garður · Sveitarfélagið Vogar